# Durham Concerto
Het Durham Concerto is een compositie van de Britse componist en organist Jon Lord. Jon Lord wijdde zich sinds 2004, toen hij Deep Purple verliet steeds meer aan muziek die de richting uitgaat van klassieke muziek. Het werk is geschreven in opdracht van de Universiteit van Durham ter gelegenheid van hun 175-jarig bestaan.
Lord had Durham al eerder bezocht en was onder de indruk geraakt van de plaatselijke kathedraal, die hoog uittorent boven de rivier de Wear. Toen het ernaar uitzag dat Lord de opdracht kreeg, vatte hij het idee op om een compositie te schrijven die een dag uit het leven van de Durhammers weergeeft. De compositie bestaat uit drie hoofdsegmenten, die elk weer onderverdeeld zijn in twee delen:
1. The Morning
  1. The Cathedral at dawn
  2. Durham awakes
2. Afternoon
  1. The road from Lindisfarne
  2. From Prebends Bridge
3. Evening
  1. Rags and Galas
  2. Durham nocturne

The road from Lindisfarne gaat over de reis van de lichamelijke resten van de heilige Sint Cuthbert van Lindisfarne, voor wie de kathedraal eigenlijk gebouwd is. Nu herinnert alleen een stenen monument nog aan deze heilige.
Het concerto is geschreven voor viool, cello, hammondorgel, Northumbrian smallpipes en symfonieorkest. De genoemde instrumenten treden niet op als daadwerkelijke solo-instrumenten, maar stijgen veelal boven het orkest uit en vallen daarna daarin weer terug. Van de rockmuzikant Lord is weinig te merken, slechts in twee fragmenten is er sprake van rockachtige elementen (met slagwerk), maar voor het overige past dit concerto in de neoromantieke muziekstroming. Een melodieuze muzikale schets, maar zou ook als een symfonisch gedicht te boek kunnen staan.
Dat het de universiteit menens was bleek uit het uitgenodigde orkest, het Royal Liverpool Philharmonic Orchestra was ingeschakeld om de première te verzorgen; het RLPO is een van de toporkesten van Engeland. De componist moest zelf aanwezig zijn om de hammondorgelpartij te spelen.

## Bron en discografie
- Uitgave Avie Records; het RLPO o.l.v. Misja Damev met solisten cellist Matthew Barley, violiste Ruth Palmer, pipesspeelster Kathryn Tickell en organist Jon Lord.